# バロック文学
バロック文学（仏: littérature baroque, 英: Baroque literature）は
ヨーロッパでの大きな芸術運動であったバロックに属する文学の潮流である。

## 歴史

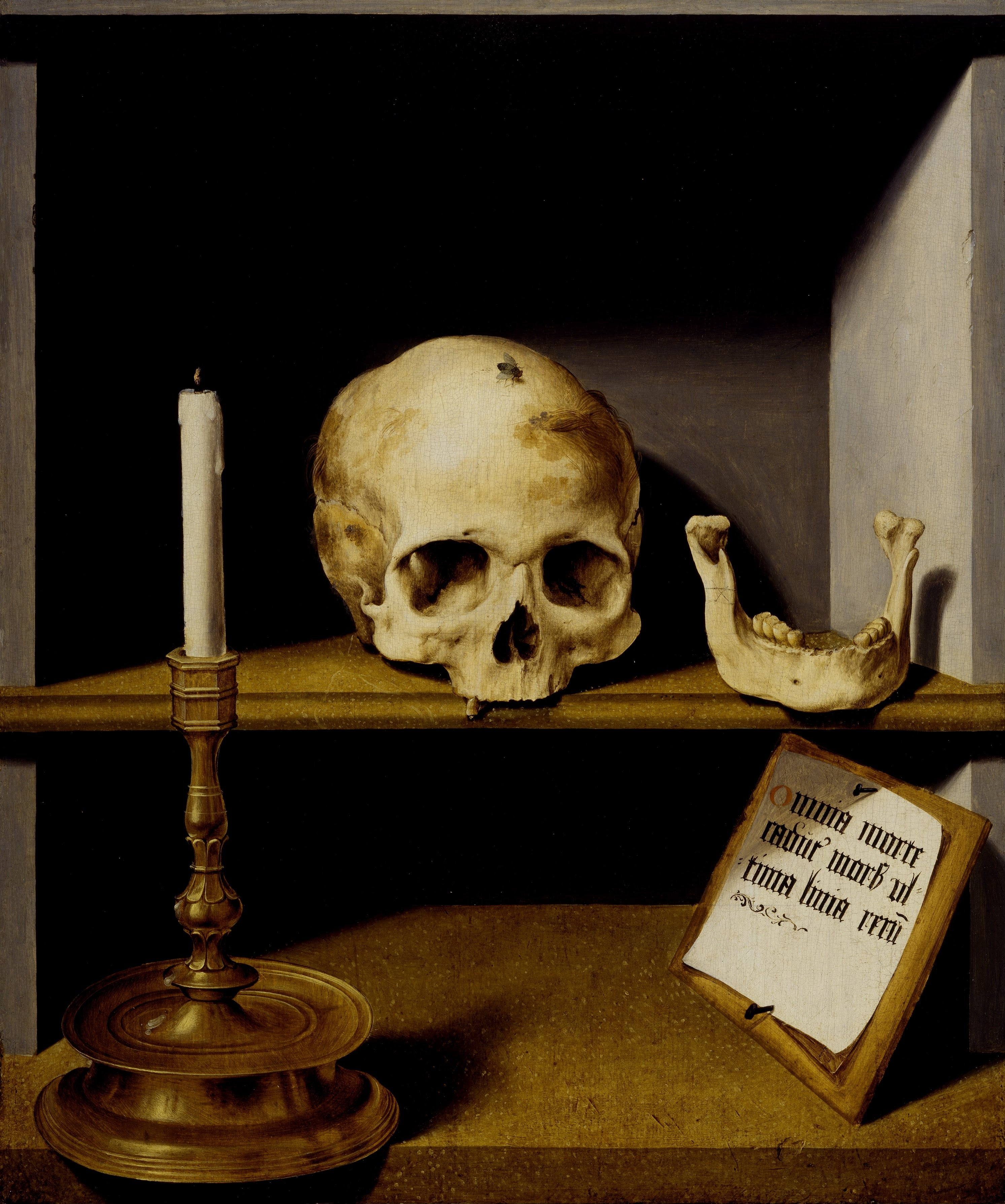
バロックの主題であった「ヴァニタス」（虚栄、虚無）。バルトロマエウス・ブロインの油絵

バロック運動は16世紀末に出現し17世紀中葉頃に終結した。フランスにおいては、バロック文学は1580年のピエール・ド・ロンサールの死から1643年のルイ14世の治世の始まり（と古典主義の到来）ごろまでの時期に当たる。ドイツでは1600年から1720年までがバロック文学期とされる。
当初から対抗宗教改革と結び付いたものであったが、バロック文学運動は（特にフランスにおいては）より広い範囲に影響を及ぼした。一方ではアグリッパ・ドービニェのようなプロテスタント作家、他方ではオノレ・デュルフェやピエール・コルネイユのようなカトリック作家がおり、またジャン・ド・スポンドやテオフィル・ド・ヴィオーのような転向した作家もいた。スペインではペドロ・カルデロン・デ・ラ・バルカやロペ・デ・ベガ、ドイツではアンドレアス・グリューフィウスやマルティン・オーピッツ、イタリアではジャンバッティスタ・マリーノ（マリニスモに名を残す）らが代表的である。イギリスでは、ウィリアム・シェイクスピアの作品の一部に主題と形式の双方でその影響が見出されうる。
バロック様式は当時は高く評価されていたが、再発見がなされたのは美術においては第二次世界大戦の終わりごろ、文学においてはエウヘニオ・ドルスの『バロックについて』が刊行された1930年代になってからであり、それからは1950年代のジャン・ルーセのものなど多くの文学史家の仕事が出現した。
バロックは危機の時代（フランスではユグノー戦争）に出現し、アメリカ大陸のような大きな発見や羅針盤のような技術の進歩によって変容し、地球が宇宙の中心ではないと証明したニコラウス・コペルニクスとガリレオ・ガリレイのような科学研究の帰結によって大きく揺さぶられた時代に座を占めた。この運動は古典主義と対立するものであった。「ディオニューソス的」（不安定、過剰、感情の表現）な発露と「アポローン的」（理性、秩序、調和、節度への志向）な動きとの対比とも捉えられる。

## 文学におけるバロック

アルチンボルド『ウェルトゥムヌスに扮するルドルフ2世』(1590-91)

この文学潮流にはいくつかの共通項が見出される。反対のものの混淆（現実と幻想、グロテスクと崇高、偽りと真実）、想像世界の展開、感情と感覚の表明、細部・色彩・形・香りの豊饒さなどである。死はバロック作品に繰り返し現れる主題であり、逃避や夢幻境といった領域と密接に結び付いていた。バロックの美学は記述の豊饒さと過度の装飾が特徴となっており、とりわけ緻密な修辞と隠喩のような文彩の増殖に支配されていた。演劇と小説ではしばしば、仮面をつけた移り気で謎めいた人物たちが登場した（激しい二面性を持つドン・ジュアンなど）。
不確かさ、幻影（コルネイユの戯曲『舞台は夢』）、鉱物の像、変身（ジュゼッペ・アルチンボルドの絵のような）、仮装や変装（アストレなど）、夢や夢想（ペドロ・カルデロン・デ・ラ・バルカ『人生は夢』）、眠り、鏡、分身、人体、事物の虚しさ（ヴァニタス――「虚無の虚無、全ては虚しい」）といった主題が繰り返された。装飾が最も重要な位置を占め、策略的な性質の虚構への回帰もしばしば見られた。バロックの作品は、演劇・小説共に、紋中紋の方法を整った形で用い、見せかけの演技をしばしば主題としていた。実際、それらはうわべとはかなさの小さな演劇を実現しようとしており、そこには信仰だけが時として（作者によれば）癒すことのできる死への恐怖が現れていた。バロックの作家は実際には教育的であろうと望んでおり、その時代の科学技術の進歩の促進と、暴力と偽りの世界に対する拒絶との間で引き裂かれていた。
詩では、ソネットや、ピンダロス風およびアナクレオン風の頌歌が発達し、トリスタン・レルミット、マルカントワーヌ・ジラール・ド・サンタマン、テオフィル・ド・ヴィオーなどに見られるように、教義や社会原理を拒否する自由思想家として捉えられそのリベルタン精神によって際立つ極めてユニークな詩人たちが現れた。こうした詩人たちの中には、ポール・スカロンの流儀で「ビュルレスク」と呼ばれる分野で知られる者もあった。これは不遜なパロディ的演目であり、（叙事詩のような）主要な文学モデルや古代神話の人物たちを笑い者にし、『戯作ウェルギリウス』で特に顕著なようにあまり名誉にならない姿に演出されるのが普通であった。こうした価値破壊的な表現はローマの「ドムス・アウレア」で発見されグロテスク芸術の発祥となったと考えられている変形した奇形・雑種の像から着想されたものでもあった。
ヨーロッパにおいて、美学的な領域で2つの詩的なモデルが見出される。ルイス・デ・ゴンゴラに代表される、溢れ出るような構文法、用いる言葉の極端な気取り（プレシオジテ）、修辞技法や意味深なイメージの過剰な使用といった特徴を持つものと、より総合的で簡潔で凝縮された文体を奨励するものとである。しかしながら、スタイルの探求、言語的な革新、形式や言葉の意味との戯れにおいてこの両者は再び結び付く。イギリスでは、ジョン・ダンがこれらの考え方と張り合う概念を発展させた。詩語の使用において、感情よりも知性の方を向いた、より強い厳格さとある種の純粋さを強く勧める形而上詩である。